# HK SL8
Das SL8 von Heckler & Koch ist ein Selbstladegewehr im Kaliber .223 Remington (5,56 × 45 mm) für Sportschützen. Es ist die erste zivile Adaption des Gewehrs G36 und unterscheidet sich von diesem durch die Begrenzung auf Einzelfeuer und der Magazinkapazität auf maximal zehn Patronen sowie einen dickwandigeren Lauf ohne Mündungsfeuerdämpfer.
Die ersten Ausführungen des Gewehrs waren noch aus grau gefärbtem Kunststoff gefertigt, eine Maßnahme, die augenscheinlich dazu dienen sollte, nicht unter den sogenannten Anscheinsparagraphen § 37 des deutschen Waffengesetzes, WaffG – alte Fassung vor Inkrafttreten von dessen Novellierung zum 1. April 2003 – zu fallen. Nach Wegfall dieses Paragraphen im Zuge der Novellierung ist das Sportgewehr mittlerweile in schwarz erhältlich, zudem gibt es sog. Färbe-Sets auf dem Markt, mit dem die grauen Kunststoff-Teile schwarz eingefärbt werden können. Da in Deutschland nun auch die Grundform der Waffe keinen Anstoß mehr bieten kann, wird von Heckler & Koch seit 2013 statt des SL8 das HK243 vermarktet, welches bis auf Lauf und Verschlusskopf aus Teilen des G36 besteht. Das SL8 wird dennoch weiterhin produziert.
Das SL8 besitzt einen kaltgehämmertern, hartverchromten Lauf und ist durch den zentral angeordneten Ladehebel gleichermaßen für Rechts- wie Linkshänder geeignet. Der Verschlussfang bei leerem Magazin begünstigt schnellen Magazinwechsel, der Schaft ist durch Längenverstellung und auswechselbare Backenteile individuell anpassbar.
Inzwischen ist auch ein überschaubares Maß an Zubehörteilen erhältlich. Dabei handelt es sich meist um Teile, die von der militärischen Variante übernommen oder von ihr abgeleitet wurden. So kann beispielsweise der Magazinschacht und -halter mit dem des G36 ausgewechselt werden, um statt der üblichen Trapezmagazine die Stangenmagazine des G36 aufnehmen zu können.
Die Variante SL9SD mit integriertem Schalldämpfer verwendet spezielle Unterschallmunition und ist für den Einsatz durch Militär und Behörden bestimmt.